# Königsplatz (metropolitana di Monaco di Baviera)
Königsplatz è una stazione di metropolitana a Monaco di Baviera inaugurata nel 1980.
La stazione si trova in prossimità dell'omonima piazza, nel cuore del Kunstareal, il quartiere dei musei monacensi. Le pareti della stazione sono decorati con riproduzioni di varie opere trovabili nei collezioni museali adiacenti come per esempio Il ballerino Alexander Sacharoff di Alexej von Jawlensky e Il cavallo blu di Franz Marc.
La stazione è composta da due piani sotterranei: in uno passa la linea U2, mentre sopra si trova la sala museo Kunstbau, una dépendance della Lenbachhaus.